# Aurélien du Saint-Sacrement
Aurélien du Saint-Sacrement (à l'état civil: Pedro Landeta Azcueta), né le 27 juin 1887 à Basauri (Espagne) et décédé le 16 novembre 1963 à Aluva, au Kerala (Inde), est un prêtre carme déchaux basque espagnol, missionnaire en Inde du Sud, directeur de séminaire et grand promoteur de la dévotion eucharistique. La cause de sa béatification est ouverte. 

## Biographie
Né le 27 juin 1887 à Basauri (Espagne) le jeune entre au noviciat des carmes déchaux de Larrea à l'âge de 15 ans, prenant le nom de religion d'Aurélien du Saint-Sacrement lors de sa profession religieuse le 5 août 1903 à Larrea. Il prononce ses vœux définitifs le 12 août 1906 à Vitoria-Gasteiz et est ordonné prêtre le 17 décembre 1910 à Pampelune.
En 1913, le père Aurélien part comme missionnaire en Inde du Sud. Dans le pays, il forme les séminaristes de la côte Malabar. Durant 51 ans il forme plus de 6 000 séminaristes, dont 2 300 qu'il dirige durant toute leur période de formation (soit sept années). Il assure la charge de recteur du séminaire d'Aluva de 1944 à 1956.
Il rédige plusieurs ouvrages de spiritualité, et s'investit pour diffuser la dévotion à l'adoration eucharistique,.
Le père Aurélien du Saint-Sacrement meurt le 16 novembre 1963 à Aluva (Inde), âgé de 76 ans.

## Spiritualité
Le père Aurélien est remarqué pour sa dévotion à l'Eucharistie et son enseignement constant de ce qu'il considère être le « noyau de la prêtrise ». Il est directeur national de la Ligue eucharistique de 1928 à 1945. Durant cette période, cette association triple le nombre de ses membres. En 1931 puis en 1937, il organise le Congrès Eucharistiques national (en Inde). Il aide à promouvoir l'adoration eucharistique quotidienne et nocturne en Inde, mais également en Birmanie et au Sri Lanka. En 1933, il publie un calendrier des églises où l'adoration continue est en place (24 heures sur 24). Il recense 868 églises. D'après certains de ses biographes, le nombre important de séminaristes en Inde (aujourd'hui) est en partie dû à son travail d'évangélisation.

## Vénération
- Son procès en béatification est ouvert en 1980 en Inde[4]. Le père Aurélien du Saint-Sacrement est déclaré vénérable par le pape Jean-Paul II le 26 mars 1999[2].